# (24640) Omiwa
(24640) Omiwa est un astéroïde de la ceinture principale.

## Description
(24640) Omiwa est un astéroïde de la ceinture principale. Il fut découvert le 13 décembre 1982 à Kiso par Hiroki Kosai et Kiichiro Hurukawa. Il a été nommé en honneur de l'Ōmiwa-jinja, sanctuaire shinto. Il présente une orbite caractérisée par un demi-grand axe de 2,62 UA, une excentricité de 0,17 et une inclinaison de 3,0° par rapport à l'écliptique.